# Arnošt Lustig
Arnošt Lustig (Prága, 1926. december 21. – Prága, 2011. február 26.) cseh író, egyetemi tanár, a „cseh Kertész Imre”. Főként a csehországi zsidóságnak a német nemzetiszocialista uralom alatti sorsát ábrázolja.

## Életpályája
1926-ban született Csehországban, prágai zsidó családban.
1942-ben a theresienstadti gettóba, majd az auschwitzi, végül a buchenwaldi koncentrációs táborba került. 1945 áprilisában a Dachauba tartó halálvonatról megszökött, és Prágában bujkált, majd májusban részt vett a prágai felkelésben. Az 1950-es évek elején a kommunista állambiztonsági szervek azzal vádolták, hogy többeknek segített az Izraelbe meneküléshez.
1968-ban emigrált, és az Amerikai Egyesült Államokban, Washingtonban telepedett le. 1989-től az év egy részében ismét Prágában élt. Az amerikai egyetemeken kívül a prágai Károly Egyetemen is tanított. 2003-ban végleg hazaköltözött Prágába.

## Díjai
Modlitva pro Kateřinu Horowitzovou című novelláját (1964) az Amerikai Egyesült Államokban 1973-ban a National Book Award-ra jelölték, 1974-ben pedig ez a műve elnyerte az American B’nai B’rith Book Award nevű díjat.

## Művei

### Regények
- Miláček, 1968
- Král promluvil, neřekl nic, 1990
- Tma nemá stín, 1991
- Velká trojka, 1991
- Colette: Dívka z Antverp, 1992
- Tanga: Dívka z Hamburku, 1992
- Dům vrácené ozvěny, 1994
- Dívka s jizvou, 1995
- Kamarádi, 1995
- Modrý den, 1995
- Porgess, 1995
- Neslušné sny, 1997
- Oheň na vodě: Povídky, 1998
- Dobrý den, pane Lustig: Myšlenky o životě, 1999
- Krásné zelené oči, 2000
- Lea: Dívka z Leeuwardenu, 2000
- Zasvěcení, 2002

### Elbeszéléskötetek
- Noc a den, 1962
- Vlny v řece, 1964

### Esszék
- Odpovědi: Rozhovory s Harry Jamesem Cargassem a Michalem Bauerem, 2000
- Eseje: Vybrané texty z let 1965–2000, 2001
- Esence, 2004

### Önéletrajz
- 3x18 (portréty a postřehy), 2002

### Filmforgatókönyvek, megfilmesítések
Íróként több forgatókönyvet írt csehszlovák filmekhez. A legismertebbek:
- Transzport a Paradicsomból (Transport z ráje) - 1963, rendező: Zbyněk Brynych
- Az éjszaka gyémántjai (Démanty noci) - 1964, rendező: Jan Němec
- Dita Saxová - 1967, rendező: Antonín Moskalyk

Egyik legutóbbi regénye, a Krásné zelené oči, jelenleg (2007) kerül megfilmesítésre.

## Magyarul megjelent művei
- A Fekete Oroszlán; ford. Réz Ádám; in: Nagyvilág, 1959/január
- Stepán és Anna; ford. Zádor András; in: Cseh elbeszélők. XX. század; vál., utószó Zádor András, jegyz. Bojtár Endre; Európa, Bp., 1962 (Dekameron sorozat)
- A sötétségnek nincs árnyéka; ford. Zádor Margit; in: Senki sem fog nevetni. Legújabb cseh elbeszélők; utószó Zádor András; Tatran–Európa, Bratislava–Bp., 1965
- Halott madarak vidám éneke, elbeszélés (In: Feltámadt tetszhalottak. Tilalomtól szabadult cseh elbeszélők. Kalligram, Pozsony, 2001 ISBN 8071492388)